# Asociación de Sordociegos de España
La Asociación de Sordociegos de España, es una entidad sin ánimo de lucro que comenzó su actuación en el año 1993, teniendo como fines buscar, crear y fomentar todo tipo de actuaciones que permitan cubrir las necesidades específicas de las personas sordociegas en todos los ámbitos, para mejorar su calidad de vida, procurando su desarrollo humano, intelectual y social.
ASOCIDE dirige su atención al colectivo de personas sordociegas dentro del ámbito Estatal, tanto a personas sordociegas socias de ASOCIDE como a otras personas sordociegas que no están afiliadas a la Asociación y que son detectadas gracias a la colaboración de la ONCE.

## Actuaciones e intervenciones
- Información sobre temas de su interés.
- Orientación sobre los diferentes recursos  sociales a los que pueden acceder.
- Realizar gestiones a las personas sordociegas  en actividades que afectan a su vida diaria.
- Se realizan gestiones telefónicas (pedir  citas, solucionar problemas, llamar a familiares…).
- Ampliar noticias de información general.
- Lectura de textos: correos, faxes, SMS, cartas, etc, que puedan presentar para ellas dificultades de comprensión por las características de su contenido.
- Ayuda en la cumplimentación de formularios.
- Acogimiento de nuevos socios y apoyo en las fases iniciales de acercamiento al grupo.
- Información y asesoramiento a familias de personas sordociegas.

## Servicios
La comunicación es la principal barrera para los sordociegos y el eje sobre el que se asentarán todas las posibilidades y oportunidades de las personas sordociegas. Las personas sordociegas tienen necesidades específicas.
Para dar respuesta a esas necesidades, ASOCIDE presta los siguientes servicios:
- Servicios de guías-intérpretes.
- Voluntariado.
- Servicio de Atención.
- Actividades socioculturales.

## Delegaciones territoriales históricas
- ASOCIDE Andalucía
- ASOCIDE Aragón
- ASOCIDE Canarias
- ASOCIDE Catalunya
- ASOCIDE C. Valenciana
- ASOCIDE Madrid
- ASOCIDE Euskadi

Muchas de las delegaciones territoriales han ido constituyendo asociaciones independientes a lo largo del tiempo. Cerrando finalmente su delegación territorial. 

## Delegaciones abiertas en la actualidad
- Delegación territorial de Aragón
- Delegación territorial de Castilla y León
- Delegación territorial de la Comunidad de Madrid

## Movimiento asociativo actual
Actualmente el movimiento asociativo de personas sordociegas vinculado a la Federación de Asociaciones de Personas Sordociegas de España (FASOCIDE) cuenta con 13 asociaciones entre las que se encuentra ASOCIDE NACIONAL (la Asociación de Sordociegos de España).